# Meaulne-Vitray
Meaulne-Vitray ist eine französische Gemeinde mit 907 Einwohnern (Stand: 1. Januar 2022) im Département Allier in der Region Auvergne-Rhône-Alpes. Sie gehört zum Arrondissement Montluçon und zum Kanton Bourbon-l’Archambault.
Sie entstand als Commune nouvelle mit Wirkung vom 1. Januar 2017 aus dem Zusammenschluss der ehemaligen Gemeinden Meaulne und Vitray, die in der neuen Gemeinde den Status einer Commune déléguée haben. Der Sitz der Gemeinde befindet sich in der Ortschaft Meaulne.

## Geographie
Meaulne-Vitray liegt etwa 22 Kilometer nördlich von Montluçon. Durch die Gemeinde fließen die Aumance, die hier in den Cher als westliche Gemeindegrenze mündet.

### Nachbargemeinden
Umgeben ist Meaulne-Vitray von den Nachbargemeinden Urçay und Braize im Norden, Saint-Bonnet-Tronçais im Nordosten, Le Brethon im Süden und Osten, Vallon-en-Sully im Süden und Südwesten, Épineuil-le-Fleuriel im Westen und Südwesten sowie La Perche im Nordwesten.

### Gemeindegliederung
| Ortsteil                  | ehemaliger INSEE-Code | Fläche (km²) | Einwohnerzahl zum 1. Januar 2022 |
| ------------------------- | --------------------- | ------------ | -------------------------------- |
| Meaulne (Verwaltungssitz) | 03168                 | 21,07        | 772                              |
| Vitray                    | 03318                 | 29,03        | 135                              |

## Sehenswürdigkeiten
- Kirche Saint-Symphorien in Meaulne aus dem 17. Jahrhundert, seit 1985 Monument historique
- Kirche Saint-Éloi in Vitray aus dem 12. Jahrhundert, Umbauten aus dem 17. Jahrhundert, seit 1976 Monument historique
- Schloss Le Plaix in Meaulne aus dem 14./15. Jahrhundert, seit 1991 Monument historique
- Schloss Les Alliers in Meaulne aus dem 17. Jahrhundert